# Australia en los Juegos Paralímpicos de Turín 2006
Australia estuvo representada en los Juegos Paralímpicos de Turín 2006 por diez deportistas, nueve hombres y una mujer.

## Medallistas
El equipo paralímpico australiano obtuvo las siguientes medallas:
| Nombre         | Deporte      | Evento                        |
| -------------- | ------------ | ----------------------------- |
| Oro            |              |                               |
| —              |              |                               |
| Plata          |              |                               |
| Michael Milton | Esquí alpino | Descenso de pie masculino     |
| Bronce         |              |                               |
| Toby Kane      | Esquí alpino | Supergigante de pie masculino |